# Philodendron traunii
Philodendron traunii är en kallaväxtart som beskrevs av Adolf Engler. Philodendron traunii ingår i släktet Philodendron och familjen kallaväxter. Inga underarter finns listade.